# Cosmopepla intergressus
Cosmopepla intergressus är en insektsart som först beskrevs av Philip Reese Uhler 1893.  Cosmopepla intergressus ingår i släktet Cosmopepla och familjen bärfisar. Inga underarter finns listade i Catalogue of Life.